# 枸杞岛
30°42′48″N 122°46′42″E / 30.713211130361213°N 122.7784700319171°E
枸杞岛是中華人民共和國浙江省舟山群岛北部的一个岛屿，位于嵊泗县东部。陆地面积5.92平方公里，是马鞍列岛中的最大岛屿，岛上最高海拔199.3米。岛上有人口8526（2007年普查），是枸杞乡区域内唯一有人居住的岛屿。